# Parentopoli
Parentopoli è stato uno scandalo politico italiano, venuto alla luce negli anni 2010, che comprendeva l'assunzione di persone imparentate a importanti funzionari pubblici nelle aziende municipalizzate del comune di Roma (principalmente AMA e ATAC) e nelle istituzioni pubbliche durante le giunte guidate da Guido Bertolaso e Gianni Alemanno.
Il termine fu coniato dai mass media italiani sul modello di Tangentopoli ed è composta dal determinante "parente" e dal determinato "poli", che significa "città", rendendolo sinonimo di nepotismo con un'accezione riguardante la pubblica amministrazione.

## Conseguenze
Nel 2016 Adalberto Bertucci, amministratore delegato di ATAC, è stato condannato in primo grado per abuso d'ufficio a 3 anni e 7 mesi di reclusione, Antonio Marzia, amministratore delegato di Met.Ro. è stato condannato a 2 anni e 3 mesi e Luca Masciola, direttore delle risorse umane di Trambus, è stato invece condannato a 3 anni e 1 mese. 33 dipendenti dell'azienda sono stati licenziati nel 2017.
Il 1 ottobre 2020 tutti gli imputati sono stati assolti ai sensi dell’articolo 605 c.p.p. in quanto il fatto non è previsto quale reato dalla legge italiana 
Nel caso di AMA si distinguono due filoni processuali:
- Assunzione di 41 tra impiegati e funzionari direttivi, per il quale il reato è andato prescritto.
- Assunzione di operai e autisti, per il quale si è giunti a una sentenza definitiva.

Franco Panzironi, amministratore delegato di AMA Roma, è stato condannato in primo grado a 5 anni e 3 mesi di reclusione, poi ridotti in appello a 2 anni; Luca Cedrone, direttore delle risorse umane nella stessa azienda, era stato condannato a 3 anni e 1 mese di reclusione, poi ridotti a 9 mesi. Panzironi inoltre avrebbe dovuto pagare una multa di 1,7 milioni di euro alla municipalizzata dei rifiuti, venendo però assolto dalla Corte dei Conti, che decretò inoltre illegittimi i 35 licenziamenti dei dipendenti coinvolti nello scandalo. Nel 2019 tuttavia la corte suprema di cassazione ha ribaltato tale pronunciamento, confermando la legittimità dei licenziamenti.